# Svenska Judoförbundet
Svenska Judoförbundet är ett specialidrottsförbund för judo bildat 27 november 1960 och invalt i Riksidrottsförbundet 1961. 
Judoförbundet inhyste från och med år 1964 klubbar från andra budoarter, och den 15 november 1969 bytte förbundet namn till Svenska Budoförbundet och delades upp i sektioner för de olika arterna. Judon var förbundets största sektion fram till 1984, då karaten seglade om. Under 1980-talets första hälft fördes en debatt om organisationstillhörigheten, troligen påverkat av tidens debatt om "budovåldet" som man ville markera avstånd mot. Den 11 januari 1987 nybildades Svenska Judoförbundet och valdes på nytt in i Riksidrottsförbundet den 27 november 1987. Judosektionen avvecklades ur Svenska Budoförbundet den 30 juni 1988. Förbundets första ordförande i denna andra omgång som helt eget förbund var Pierre Schori. Den första kvinnliga ordförande i Svenska Judoförbundet, Kristiina Pekkola, valdes 2017.
Förbundets kansli ligger i Uppsala. Förbundet består av 13 distriktsförbund, vilka i sin tur består av de klubbar som ligger i distriktet. Totalt uppgår medlemsklubbarna till ca 162 stycken och antalet judoutövare till ca 20,000.